# هينيكن آسيا باسيفيك
آسيا باسيفيك (بالإنجليزية: Asia Pacific)‏ معناه أسيا الهادئة وهي شركة سنغافورية لصنع الجعة، تأسست في سنة 1931 وحصلت على هذا الاسم في سنة 1990، وفي عام 2013 قامت شركة هينيكن الهولندية بشراء هذه الشركة وأصبحت ملكهاو وتم تغيير شعارها إلى Heineken Asia Pacific.